# Страњани (Пријепоље)
Страњани је област на обронцима планине Јадовника, изнад Бродарева у општини Пријепоље и обухвата 5 насељених места:
- Водице (административно се воде као део Доњих Страњана)
- Доњи Страњани, са засеоком Вртовска (2.359 ha)
- Горњи Страњани (1.432 ha)
- Мрчковина (910 ha)
- Копривна са засеоцима Грончарево и Шћепаница (6.343 ha)

## Географија Страњана

### Воде у страњанском крају

#### Извори и воде
- Каменица – Пукла стијена
- Извор и чесма у Рњечу
- Вода Клековац
- Гарабинско врело (Гарабинска чесма)
- Извори у Потоцима
- Вранића корита код колиба
- Воде код Новоселских колиба
- Врело код Клијена
- Врело на Равнама
- Бобовац
- Чесма код Поповића колиба
- Чесма код Мандића колиба
- Чесма у Пирном долу

#### Потоци и воденице
- Гарабиновића поток
- Вранића поток (воденица Замјери и Зејачка воденица)
- Новоселски поток (Новоселска воденица на Равнама која је радила са уставом – бенцом. Припадала је Стевану Новоселу.)
- Мандића поток (изграђена воденица, али због недовољне количине воде никада није прорадила)
- Чапјански поток (две воденице)

## Културноисторијски споменици у страњанском крају
- Манастир Давидовица
- Манастир Мили
- Јеринин Град у Водицама

## Чувени Страњанци
- Василије Марковић